# 洪都保卫战
洪都保衛戰，又稱洪都之戰，是元朝末年陳友諒和朱元璋在洪都（今江西省南昌市）進行的一次戰役。

## 過程
元至正二十三年（1363年）4月，陳友諒聲稱率六十萬大軍圍攻洪都城，朱元璋則任命他的侄子朱文正為洪都大都督，負責洪都軍務，兵力約有四萬（一說兩萬）。戰爭打響前，守城方對洪都城池進行加固。攻城開始後，陳友諒親自督戰，不分晝夜地對洪都城發動猛烈攻擊，城牆多處被破壞，守軍邊戰邊修補城牆。 最終洪都守軍抵禦住了陳友諒的進攻。後朱元璋率領援軍趕來，陳友諒撤退，共持續了八十五天的洪都保衛戰宣告結束。

## 後續
撤兵的陳友諒，與開赴洪都救援的朱元璋在鄱陽湖遭遇，發生了鄱陽湖之戰。

## 逸聞
陳友諒在贛江枯水期到來之際，未能聽從屬下建議及時撤軍。致使枯水期到來，贛江和鄱陽湖水位低落，陳友諒大批戰船困在贛江河道，無法駛入鄱陽湖迎戰朱元璋。